# Астат
Астатът (среща се и като астатин или астатий; Astatium, At) е силно радиоактивен химичен елемент с пореден номер 85 в периодичната система на химичните елементи. Той е неметал от групата на халогените, а понякога е класифициран като металоид или метал.
Има 32 изотопа, като най-устойчивият (210At) е с период на полуразпадане едва 8,1 часа. Той е един от най-рядко срещаните елементи на Земята. В естествено състояние съществуват едва 30 g от него.

## История
Получен е от Дейл Корсън, Кенет МакКензи и Емилио Сегре през 1940 г. По-късно част от изотопите на астата са открити в природата, като продукти при радиоактивния ред на разпад на урана, актиния и тория (най-устойчивият е 219At). Името му произлиза от гръцкото αστατος (астатос) – „неустойчив, нестабилен“.

## Характеристики

### Физични свойства
Астатът е твърдо вещество. За него е характерно, че взаимодейства с метали и неметали. Подобно на йода, астатът се разтваря добре в органични разтворители. По летливост (изпаряемост) малко отстъпва на йода.

### Химични свойства
В положителна степен на окисление астатът образува кислородсъдържаща форма, която условно се обозначава като AtO–
3.

## Наличност в природата
Астатът е един от най-редките елементи, срещащи се в природата. Постоянното му присъствие в природата е свързано с това, че неговите краткосъществуващи радионуклиди (215At, 218At и 219At) влизат в състава на радиоактивния ред на урана – 235U и 238U. Скоростта на радиоактивния разпад допринася за поддържане на неизменното количество на астата в природата.

## Получаване
Астат се получава при бомбардиране на бисмут с α-частици (хелиеви ядра):
{\displaystyle {\ce {^{209}_{83}Bi + ^{4}_{2}He -> ^{211}_{85}At + 2 ^{1}_{0}n}}}
{\displaystyle {\ce {^{209}_{83}Bi + ^{4}_{2}He -> ^{210}_{85}At + 3 ^{1}_{0}n}}}
{\displaystyle {\ce {^{209}_{83}Bi + ^{4}_{2}He -> ^{209}_{85}At + 4 ^{1}_{0}n}}}